# Marabastad
Marabastad (auch Asiatic Bazaar) ist ein Stadtteil der City of Tshwane Metropolitan Municipality in der südafrikanischen Provinz Gauteng. Es war bis in die 1940er Jahre einer der wenigen ethnisch gemischten Stadtteile in Südafrika und ist heute in verkleinerter Lage ein Geschäftsviertel in Pretoria.

## Geographie
Marabastad liegt etwa drei Kilometer nordwestlich von Innenstadt von Pretoria. 2011 lebten dort 339 Einwohner.

## Geschichte
Das Dorf Maraba wurde unmittelbar südlich des heutigen Stadtteils von Maraba, einem örtlichen Herrscher der Ndebele, gegründet. 1888 wurde der Ort unter dem Namen Marabastad („Stadt des Maraba“) zur Gemeinde erklärt. Er lag zwischen den Flüssen Apies River im Norden, Steenhoven Spruit im Osten und Skinner Spruit im Westen sowie der De Korte Street im Süden. Die Bewohner durften kein Land erwerben, bauten aber ihre eigenen Häuser. Nach dem Zweiten Burenkrieg wurde zwischen Marabastad und dem Asiatic Bazaar der Stadtteil New Marabastad errichtet. 1906 wurden beide Stadtteile als Marabastad zusammengefasst. Zu den Gebäuden gehört der 1905 errichtete Hindu Mariamman Temple, der der hinduistischen Göttin Mariamman gewidmet ist. Nachdem der Bau eines Klärwerks auf dem Gelände der ursprünglichen Siedlung beschlossen worden war, mussten die dortigen Bewohner umziehen. Bis 1920 wurde die alte Siedlung Marabastad abgerissen.
Vor und nach Verabschiedung des Group Areas Act wurden die meisten Bewohner aus dem Stadtteil vertrieben. Die schwarzen Bewohner wurden von 1945 bis 1950 nach Atteridgeville umgesiedelt, die Coloureds nach Eersterus und die Inder nach Laudium.
In den frühen 1960er Jahren wurde der Vorläufer des Fußballclubs Mamelodi Sundowns in Marabastad gegründet.
Nach dem Stadtteil ist womöglich der Musikstil Marabi benannt.

## Verkehr und weitere Infrastruktur
Marabastad ist im Süden an die National Route 4 angebunden. Die Motorways M1 und M22 führen ebenfalls nach Marabastad.
Die Station Belle Ombre liegt nördlich des Stadtteils am Ende einer kurzen Stichstrecke und wird von Zügen der Metrorail Gauteng bedient.

## Persönlichkeiten
- Ezekiel Mphahlele (1919–2008), Schriftsteller, geboren in Marabastad
- Can Themba (1924–1968/1969), Schriftsteller, geboren in Marabastad